# Love Boat Captain
«Love Boat Captain» (укр. Капітан човна кохання) — пісня американського рок-гурту Pearl Jam, третій сингл з альбому Riot Act (2002).

## Історія створення
Авторами пісні «Love Boat Captain» стали вокаліст Pearl Jam Едді Веддер та їхній новий концертний музикант, клавішник Бум Гаспар. Веддер зустрів Гаспара на Гавайях, де він відпочивав декілька років поспіль. Той записував виступи місцевих гуртів, а також непогано грав на органі Гаммонда. Веддер запросив Гаспара до своєї міністудії та протягом години вони записали інструментальне демо «Boom B3», довжиною 11 хвилин. Вже потім Веддер показав запис іншим музикантам Pearl Jam, і разом вони змінили аранжування. Під час запису в студії тексту ще не було, тому барабанщик Метт Кемерон був здивований, навіщо гурт записує інструментальну композицію. Лише потім, коли вокал було додано окремо, «все стало на свої місця».
В сумному тексті пісні згадується трагедія на фестивалі в Роскілле. Веддер співає про дев'ятьох друзів, яких він ніколи не знав, що загинули два роки тому. Пісня закінчується словами, які запозичені з відомої «All You Need Is Love» The Beatles: «Love is all you need, all you need is love». Вокаліст зізнався, що гурт був засмученим після трагедії та навіть вирішив більше не виступати на великих фестивалях. Проте найкращою відповіддю на події мала стати ця пісня, в якій Веддер навіть не співає, а шепотить вже добре відомі слова: «Кохання — це все, що тобі потрібно».

## Вихід пісні
«Love Boat Captain» потрапила до студійного альбому Pearl Jam Riot Act 12 листопада 2002 року. На початку 2003 року її було опубліковано окремим синглом, але лише за межами США. Разом зі студійним треком, до синглу увійшли стала концертна версія пісні, позаальбомна композиція «Otherside», написана Джефом Аментом, та музичне відео «Love Boat Captain», зняте під час концерту в сіетльському клубі Chop Suey.

## Довідкова інформація

### Список пісень на синглі
1. «Love Boat Captain» (Гаспар, Веддер) — 4:38
2. «Love Boat Captain (Live)» — 4:49
3. «Otherside» (Амент) — 4:04
4. «Love Boat Captain» (відеокліп) — 4:44

### Місця в хіт-парадах
| Хіт-парад (2003)           | Найвища позиція |
| -------------------------- | --------------- |
| Австралія (ARIA)           | 29              |
| Canada (Nielsen SoundScan) | 16              |
| Італія (FIMI)              | 23              |
| Portugal (AFP)             | 8               |
| UK Singles (OCC)           | 110             |